# Divji lisičkovec
Divji lisičkovec (znanstveno ime Hygrophoropsis aurantiaca) je gliva iz rodu lisičkovcev (Hygrophoropsis).

### Značilnosti
Klobuk je širok od 5 do 8 cm, oranžne barve, mlad izbočen, kasneje postane lijast. Rob je podvihan in valovit. Površina je žametasta.  
Lističi so rumeno oranžne barve, zelo gosti, tanki, viličasto razcepljeni in potekajo po betu navzdol.
Bet je visok od 2 do 4 cm, valjast in spodaj odebeljen. Najprej poln, kasneje se izvotli. Rumene do oranžne barve.
Meso je tanko in elastično in žilavo. Kremaste, rumenkaste barve. Okus je blag in nedoločljiv. Prijeten vonj spominja na seno.

### Podobne vrste[2]
- oljkov livkar (Omphalotus olearius) je strupen in tudi raste na lesu.
- navadna lisička (Cantharellus cibarius) ima letvičasto trosovnico in ne raste na lesu.
- žametna lisička (Cantharellus fresii) ima tudi letvičasto trosovnico.

### Razširjenost in življenjski prostor
Raste kot gniloživka na lesu različnih vrst dreves. Rada se pojavlja poleti in jeseni v sušnem obdobju, ko obrodi malo drugih vrst.

Divji lisičkovec izloča velike količine oksalne kisline. To spodbuja preperevanje humusne plasti gozdnih tal ter vpliva na topnost in kroženje hranil (zlasti fosforja in dušika), in tako povečuje njihovo razpoložljivost.

### Uporabnost
Mnenja o užitnosti so deljena in nekateri avtorji jo označujejo za strupeno, drugi pa za užitno. Na splošno pa se strinjajo, da ni preveč kvalitena in lahko povzroči prebavne težave, zato je uživanje odsvetovano. Škodljiva bi lahko bila zaradi vsebnosti arabitola

### Mikroskopske značilnosti
Trosni prah je rumene barve. Trosi so elipsaste oblike velikosti 6–7 x 3–4 µm.